# Podnoszenie ciężarów na Letnich Igrzyskach Olimpijskich 1972 – waga półciężka mężczyzn
Rywalizacja w wadze do 90 kg mężczyzn w podnoszeniu ciężarów na Letnich Igrzyskach Olimpijskich 1972 odbyła się 3 września 1972 roku w hali Gewichtheberhalle. W rywalizacji wystartowało 23 zawodników z 19 krajów. Tytułu sprzed czterech lat nie obronił Kaarlo Kangasniemi z Finlandii, który tym razem startował w innej kategorii wagowej. Nowym mistrzem olimpijskim został Bułgar Andon Nikołow, srebrny medal zdobył jego rodak - Atanas Szopow, a trzecie miejsce zajął Szwed Hans Bettembourg.

## Wyniki
| Pozycja | Zawodnik             | Reprezentacja     | Waga  | Wyciskanie | Wyciskanie | Wyciskanie | Rwanie | Rwanie | Rwanie | Podrzut | Podrzut | Podrzut | Wynik |
| Pozycja | Zawodnik             | Reprezentacja     | Waga  | 1          | 2          | 3          | 1      | 2      | 3      | 1       | 2       | 3       | Wynik |
| ------- | -------------------- | ----------------- | ----- | ---------- | ---------- | ---------- | ------ | ------ | ------ | ------- | ------- | ------- | ----- |
| 1. !    | Andon Nikołow        | Bułgaria          | 89,00 | 172,5      | 177,5      | 180,0      | 147,5  | 152,5  | 155,0  | 185,0   | 190,0   | 190,0   | 525,0 |
| 2. !    | Atanas Szopow        | Bułgaria          | 89,80 | 172,5      | 177,5      | 180,0      | 140,0  | 145,0  | 145,0  | 192,5   | 192,5   | 202,5   | 517,5 |
| 3. !    | Hans Bettembourg     | Szwecja           | 88,95 | 175,0      | 182,5      | 182,5      | 145,0  | 145,0  | 145,0  | 185,0   | 192,5   | 192,5   | 512,5 |
| 4       | Phil Grippaldi       | Stany Zjednoczone | 87,90 | 170,0      | 170,0      | 177,5      | 140,0  | 140,0  | 145,0  | 187,5   | 195,0   | 202,5   | 505,0 |
| 5       | Rick Holbrook        | Stany Zjednoczone | 88,50 | 157,5      | 162,5      | 162,5      | 145,0  | 145,0  | 145,0  | 190,0   | 197,5   | -       | 505,0 |
| 6       | Nick Ciancio         | Australia         | 88,85 | 170,0      | 175,0      | 175,0      | 145,0  | 150,0  | 150,0  | 185,0   | 190,0   | 190,0   | 505,0 |
| 7       | Juan Curbelo         | Kuba              | 89,20 | 165,0      | 172,5      | 172,5      | 135,0  | 140,0  | 140,0  | 175,0   | 182,5   | 187,5   | 495,0 |
| 8       | Jaakki Kailajärvi    | Finlandia         | 88,85 | 150,0      | 150,0      | 150,0      | 150,0  | 155,0  | 155,0  | 187,5   | 195,0   | 195,0   | 487,5 |
| 9       | Dietrich Leh         | RFN               | 89,85 | 165,0      | 170,0      | 170,0      | 140,0  | 145,0  | 145,0  | 177,5   | 177,5   | -       | 487,5 |
| 10      | Pierre Gourrier      | Francja           | 89,60 | 145,0      | 152,5      | 152,5      | 142,5  | 147,5  | 152,5  | 180,0   | 190,0   | 190,0   | 472,5 |
| 11      | Nikos Iliadis        | Grecja            | 87,60 | 155,0      | 162,5      | 162,5      | 122,5  | 130,0  | 135,0  | 175,0   | 175,0   | 180,0   | 470,0 |
| 12      | Aimo Nieminen        | Finlandia         | 89,65 | 150,0      | 155,0      | 155,0      | 140,0  | 140,0  | 145,0  | 170,0   | 170,0   | 170,0   | 460,0 |
| 13      | Guðmundur Sigurðsson | Islandia          | 88,60 | 142,5      | 147,5      | 147,5      | 130,0  | 135,0  | 137,5  | 170,0   | 177,5   | 182,5   | 455,0 |
| 14      | Rudolf Litsch        | Austria           | 88,75 | 147,5      | 147,5      | 152,5      | 130,0  | 135,0  | 135,0  | 172,5   | 172,5   | 172,5   | 455,0 |
| 15      | Osman Mert           | Turcja            | 89,85 | 152,5      | 152,5      | 160,0      | 122,5  | 127,5  | 127,5  | 155,0   | 162,5   | 167,5   | 455,0 |
| 15      | Peter Arthur         | Wielka Brytania   | 89,85 | 150,0      | 155,0      | 155,0      | 130,0  | 135,0  | 135,0  | 170,0   | 175,0   | 177,5   | 455,0 |
| 17      | Wayne Wilson         | Kanada            | 89,70 | 137,5      | 137,5      | 137,5      | 120,0  | 127,5  | 132,5  | 170,0   | 177,5   | 177,5   | 435,0 |
| 18      | César Gaudin         | Portoryko         | 89,95 | 137,5      | 145,0      | 145,0      | 115,0  | 120,0  | 122,5  | 165,0   | 165,0   | 165,0   | 425,0 |
| -       | Dawid Rigiert        | ZSRR              | 88,60 | 180,0      | 180,0      | 187,5      | 160,0  | 160,0  | 160,0  | -       | -       | -       | DNF   |
| -       | Frank Rothwell       | Irlandia          | 87,60 | 132,5      | 132,5      | 132,5      | -      | -      | -      | -       | -       | -       | DNF   |
| -       | Ryoichi Goto         | Japonia           | 89,60 | 162,5      | 162,5      | 162,5      | -      | -      | -      | -       | -       | -       | DNF   |
| -       | Rudolf Hill          | Austria           | 89,65 | 160,0      | 160,0      | 160,0      | -      | -      | -      | -       | -       | -       | DNF   |
| -       | John Bolton          | Nowa Zelandia     | 89,65 | 165,0      | 165,0      | 167,5      | -      | -      | -      | -       | -       | -       | DNF   |